# Donato Sanità
Donato Sanità (Tolve, 12 marzo 1917 – Cava de' Tirreni, 22 gennaio 1984) è stato un militare e partigiano italiano, medaglia d'oro al valor militare.

## Biografia
Di origini contadine, nel 1938 si era arruolato nell'Esercito, conseguendo il grado di sergente maggiore. Durante la Seconda guerra mondiale, Donato Sanità era stato mobilitato prima sul Fronte occidentale e poi su quello russo. Tornato in Italia sul finire del 1941, il giovane era diventato paracadutista e, assegnato alla Divisione "Folgore", combatté in Africa settentrionale, ottenendo due medaglie d'argento, due Croci al valore e la promozione ad "aiutante di battaglia".
Si trovava a Viterbo (per malattia era stato assegnato al Deposito), quando fu proclamato l'armistizio. Passato al 184º Reggimento paracadutisti "Nembo" del Corpo Italiano di Liberazione, Sanità era stato assegnato al Servizio Informazioni Militari presso lo Stato Maggiore Generale. Per le azioni compiute in questi frangenti, Donato Sanità è stato decorato di medaglia d'oro.
Posto in congedo assoluto nel marzo del 1948, Donato Sanità si trasferì a Cava de' Tirreni e qui, nel 1959, fu eletto consigliere, impegnandosi nell'amministrazione del Comune del Salernitano.